# Heterostemma pingtaoi
Heterostemma pingtaoi är en oleanderväxtart som beskrevs av S.Y.He och J.Y.Lin. Heterostemma pingtaoi ingår i släktet Heterostemma och familjen oleanderväxter. Inga underarter finns listade i Catalogue of Life.